# Eremophila pendulina
Eremophila pendulina är en flenörtsväxtart som beskrevs av Chinnock. Eremophila pendulina ingår i släktet Eremophila och familjen flenörtsväxter. Inga underarter finns listade i Catalogue of Life.